# 2College Cobbenhagenmavo
Het 2College Cobbenhagenmavo is een school voor vmbo in het noorden van Tilburg van het 2College en valt onder het bestuur van de vereniging Ons Middelbaar Onderwijs (OMO). De school telde op 1 juli 2012 260 leerlingen verdeeld over 4 leerjaren.

## Geschiedenis
De school is in de loop der jaren diverse malen van naam veranderd. In de jaren 70 is de school gestart aan de Gershwinstraat 8 als de Aloysiusmavo. Tot 1992 bleef de Aloysiusmavo een zelfstandige school, waarna de school fuseerde met het naastgelegen Cobbenhagen College. Door deze fusie verloor de Aloysiusmavo zowel haar naam als haar zelfstandigheid. In het gebouw, dat onderdeel uitmaakte van het Cobbenhagen College, werden de eerste twee leerjaren van zowel mavo, havo als vwo gevestigd en het gebouw aan de Gershwinstraat werd omgedoopt tot juniorcollege. Vanaf leerjaar drie werd de studie vervolgd in het seniorgebouw, gelegen aan de naastgelegen Brittendreef.
Halverwege de eeuwwisseling begonnen de aanmeldingen enigszins terug te lopen, waarna in 2009 besloten werd om het Cobbenhagen College op te splitsen. In het seniorgebouw zou het Cobbenhagenlyceum zich vestigen en het juniorgebouw huisvestte de vier leerjaren van het vmbo. De school ging een samenwerking aan met 'buurman' Midden-Brabant College en de school ging verder als De Samenwerkingsmavo. Na een jaar bleek deze samenwerking niet het gewenste resultaat op te leveren en ging de school in 2010 verder als zelfstandige mavo. Gekozen werd voor de herkenbare naam 'Cobbenhagenmavo'.

## Bekende oud-leerlingen
- Marc-Marie Huijbregts, (cabaretier)[bron?]
- Karin Bruers, (cabaretière)[bron?]

## Trivia
In 2010 werd de school door dagblad Trouw uitgeroepen als de best presterende mavo van Midden-Brabant, afgaande op examenresultaten en aantallen zittenblijvers.